# Victor Frankenstein (film)
Victor Frankenstein is een Amerikaanse fantasy-horrorfilm uit 2015, geregisseerd door Paul McGuigan. De film is gebaseerd op de roman Frankenstein van Mary Shelley. De hoofdrollen zijn vertolkt door James McAvoy en Daniel Radcliffe.

## Verhaal
De medicijnen studerende Victor Frankenstein ziet in het circus een gebochelde, een gevallen acrobaat (Lorelei) hulp verlenen. Als de gebochelde weer in zijn kooi zit, bevrijdt Victor hem. Hij helpt hem af van zijn grote abces in zijn rug, zodat hij weer rechtop kan staan. Victor noemt hem Igor en wordt zijn assistent. Victor is in zijn laboratorium bezig om doden weer tot leven te wekken. Hierbij gebruikt hij chimpansees en elektrische energie. Met dit prototype gaat Victor naar college en krijgt ermee financiële steun van Finnegan als Victor ook een dode mens weer tot leven kan wekken. Victor ziet dit als grote doorbraak in de geneeskunde, Igor is hierover minder enthousiast. Inspecteur Turpin die op de hoogte is van de praktijken van Victor Frankenstein gaat hem daarvoor arresteren.

## Rolverdeling
| Acteur                | Personage                          |
| --------------------- | ---------------------------------- |
| James McAvoy          | Victor Frankenstein                |
| Daniel Radcliffe      | Igor                               |
| Jessica Brown Findlay | Lorelei                            |
| Andrew Scott          | Inspecteur Turpin                  |
| Freddie Fox           | Finnegan                           |
| Charles Dance         | Vader Frankenstein                 |
| Adam Nagaitis         | Winthrop                           |
| Spencer Wilding       | Prometheus (Frankensteins monster) |